# Spogostylum antiopa
Spogostylum antiopa är en tvåvingeart som först beskrevs av Mario Bezzi 1925.  Spogostylum antiopa ingår i släktet Spogostylum och familjen svävflugor.
Artens utbredningsområde är Egypten. Inga underarter finns listade i Catalogue of Life.